# 闾丘露薇
闾丘露薇（1969年9月19日—），复姓閭丘，香港电视记者，曾服务于凤凰卫视，担任凤凰卫视全球新闻总监。曾因2003年在伊拉克战争时作为在巴格达地区唯一的华人女记者进行现场报道，而深得中国大陆观众关注，被誉为“战地玫瑰”。2015年从凤凰卫视离职，同年8月至2018年5月在宾州州立大学新闻传播学院攻读博士。2018年8月到香港浸會大學新聞系任助理教授。

## 生平

### 早期生活
1969年出生于上海，四岁时父母离异，父亲再婚，母亲前往海外定居，她与奶奶一起生活，父亲在周末偶尔前来探望。1982年小学毕业后考入上海华东师大第二附中。在校期间，学习成绩很优秀而且十分活跃，曾加入上海《青年报》上海中学生记者团，并担任了团长。1988年考取了上海复旦大学哲学系。加入大学之后曾任学校音乐之夜节目的主持人。因家庭经济原因不得不外出打工，曾在一家外企任职钟点工，又曾在大学附近的咖啡屋做招待员。上大学半年之后，与母亲重逢，并得到母亲的资助。
1992年7月，大学毕业前往其母在深圳所开办的一家外贸公司工作，但是公司因经营状况不佳，不久之后关闭。随后其母离开深圳去了香港，而闾丘露薇和其同学则找到了一份为一家海南汽水厂在深圳市场推销汽水的工作。这段时间由于经济压力，她租住在深圳的农民房中，之后也曾经从事过倒卖文化衫及手表等短期销售工作。期间曾面试一份会计师事务所英文翻译一职，由于对专业英文词汇不熟悉，未获聘用，受此打击后在工作之余，闾丘露薇通过参加会计师培训班来自学，终于在1992年11月凭借流利的英语和参加会计师培训班的经历，被深圳普华永道会计师事务所聘用，经过一年的培训正式上班，初始工作是负责行政，在参加并通过了注册会计师专业资格考试，她升为高级审计员。

### 职业生涯
1995年，与丈夫移民香港，应聘成为传讯电视中天频道的翻译。由于传讯电视财务状况不稳定，三个月后，她跳槽到TVBS任电视记者；在TVBS工作了一年之后，又于1997年6月和同事曾瀞漪一起跟随其上司加盟开播不久的凤凰卫视新闻时事节目《时事直通车》，成为凤凰卫视的第一批记者。除了继续其新闻采访工作之外还主持一档财经节目《经贸周刊》并受到好评，随后在全球采访过多次重大事件。2001年11月，阿富汗战争开始，凤凰卫视决定派人前往采访，闾丘露薇率先报名，这是其第一次的战地采访，同时也成为第一位进入阿富汗的华人女记者，這使她受到注目，甚至得到了朱镕基的关注
。2003年3月，伊拉克战争开始，凤凰卫视安排她前往约旦采访，經過她爭取，她成为美军轰炸巴格达现场报道的唯一一名华人记者，之后又多次进入巴格达采访。相关报道提高了她在华人观众間的知名度，甚至连时任北京市长王岐山及胡锦涛都特别关注。2006年7月25日，闾丘露薇拿到了尼曼奖学金(Nieman Fellowship)，暂时离开凤凰卫视，前往哈佛大学进修。一年之后的2007年5月31日，从美国返回香港，6月11日晚10点出现在了凤凰卫视资讯台《总编辑时间》节目出任主持人。2007年5月闾丘露薇在美国与朋友一起开办了新闻网站“一五一十部落”（後來網站於2014月3月下旬被国家互联网信息办關閉）。2015年5月22日，闾丘露薇在担任完《资讯快递》的评论员后，宣布从凤凰卫视离职。

### 个人生活
1988年时在上海曾经与年长自己5岁的上海男青年恋爱，其后断断续续保持关系，直到2000年彻底分手。1993年，闾丘露薇一次工作出差中，在从广州到深圳的火车上与一位香港青年 相识后恋爱，不顾父母亲的极力反对半年后与其结婚。1995年底，她就随丈夫移民香港。因两人生活理念不合，在2000年分居后于2002年与第一任丈夫离婚。2006年4月，闾丘露薇再婚。闾丘露薇与前夫的女儿于1997年4月出生，英文名为Faith。闾丘露薇于1999年购入的房产由于香港房地产市场不景气，到2005年時仍是负资产。从小一起生活的奶奶为基督徒。

## 曾经主持过的节目
- 《经贸周刊》[15]
- 《世贸商机》[15]
- 《论衡财经》
- 《时事直通车》
- 《香港直播室》
- 《香港Today》
- 《总编辑时间》
- 《天下被网罗》[37][38]
- 参与制作了6集的《亚洲金融风暴》专辑[17]
- 《走读大中华》[39]

## 曾出版书籍
- 2002年11月出版关于阿富汗战争的书籍《凤凰卫视闾丘露薇采访手记》[40][41][42]
- 2003年7月出版关于伊拉克战争的书籍《我已出发》[43][44][45]
- 2005年2月出版关于自己多年生涯的书籍《行走中的玫瑰》[44]
- 2007年出版多年专栏文章结集《无“薇”不至》[46][47]
- 2011年1月出书《不分东西》，描述中國對新聞事件解讀的誤差與錯位，分析錯位背後所折射的中國從政府到民間的思維範式。[48]
- 2011年8月出版《利比亚战地日记》

## 曾质疑过的事件
- 2009年发表文章《谁给了杨永信电击网瘾少女的权力》质疑杨永信电击“戒网瘾”的疗法。
- 2013年美國廣播公司辱華事件時，发表文章《美国媒体为何警惕面对辱华抗议》，表示美媒為何警惕辱華抗議，是因為在公民可以隨便上街的國家和地區，任何有外国官方在背後支持的集會，人數越多，越會讓媒體警惕。因為那不是在行使公民的權利，而是在做外国政府的吹鼓手。[49][50]

## 争议言论
2013年6月6日，闾丘露薇在《羊城晚报》发表文章《纽约式过马路》。文章称：
|  | 在纽约过马路，如果不仔细观察的话，会被简单地评论为“中国式过马路”……但只要仔细看就会发现，行人闯红灯一定是在确保没有车辆，或不影响驾车者车速的时候才过马路，而当行人绿灯亮时，车辆一定是会让走斑马线的行人优先。 |

闾丘露薇对“中国式过马路”和“纽约式过马路”的对比引起了网民几乎一面倒的质疑和吐槽。

## 其他
2018年11月30日，闾丘露薇在新浪微博上发布了一张80年代北大民主沙龙的照片，并配文字“八十年代的北大”。疑似因此条博文，12月3日，闾丘露薇的微博被微博官方禁言180天。